# Graptemys geographica
La tortuga mapa del norte (Graptemys geographica), o anteriormente llamada tortuga mapa común, es una tortuga de la familia Emydidae de Estados Unidos y Canadá.

## Descripción

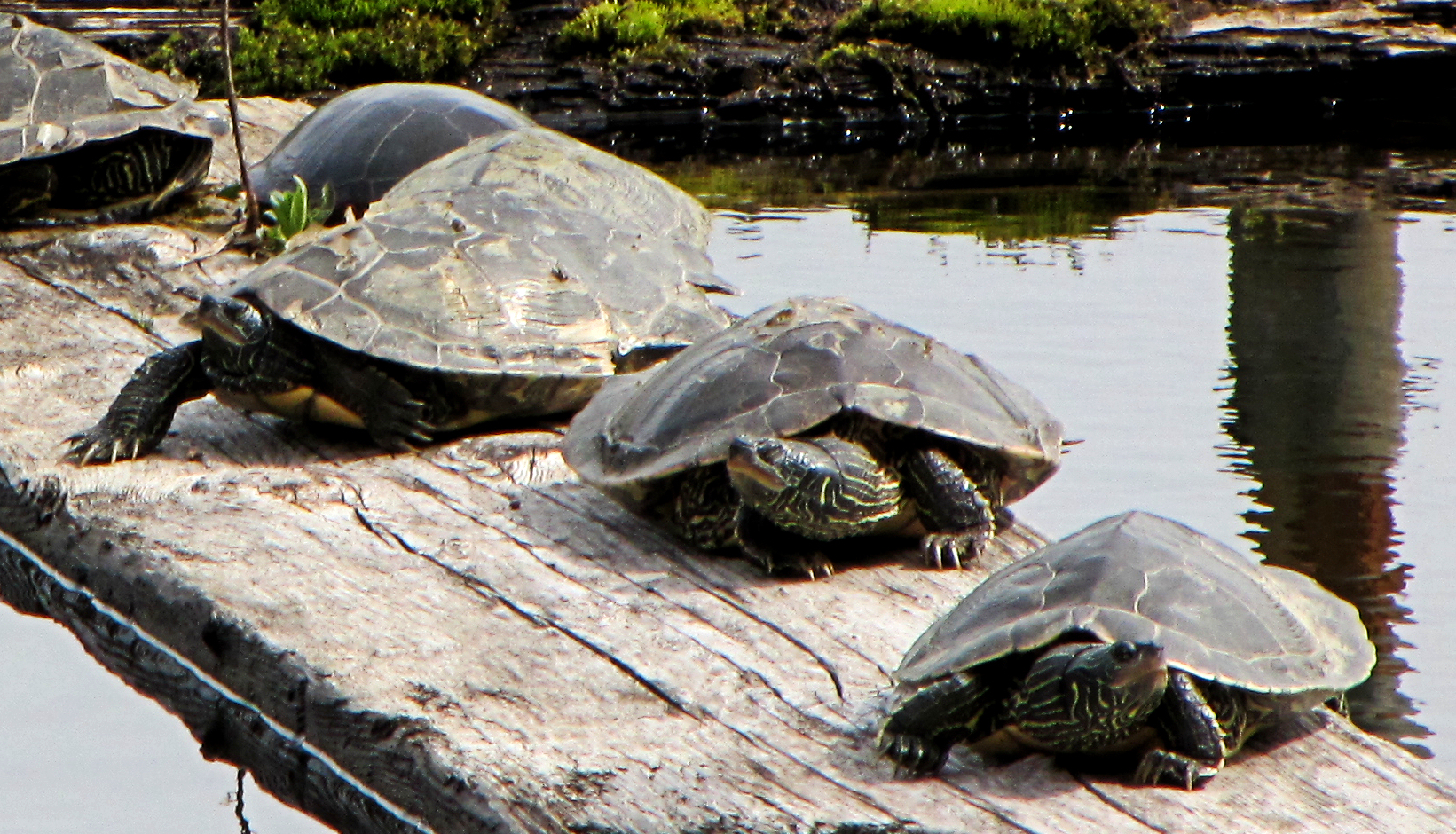
Tortugas mapa del norte en Ottawa, Ontario.

La tortuga mapa del norte recibe sus dos nombres comunes y científicos de la marca en la piel y en el caparazón. Las marcas de luz se asemejan a las curvas de nivel en un mapa o gráfico. Las líneas del caparazón son de color amarillo, marrón o naranja y están rodeados por bordes oscuros. El resto del caparazón es de color oliva o marrón grisáceo. Las marcas del caparazón de las tortugas mayores tienden a desaparecer, pero siguen siendo evidentes. El caparazón tiene un aspecto hidrodinámico y es amplio con una quilla moderadamente baja. La parte trasera del caparazón se desgasta y las marginales traseras forman estrías. El plastrón es de color amarillento y se caracteriza por una mancha oscura central (figura plastral) que sigue las suturas de los escudos plastrales y se desvanece con la edad, por lo que muchos adultos carecen de un patrón en conjunto (es decir, el plastrón es impecable). La cabeza, el cuello y las extremidades son de color oliva oscuro, marrón o negro con finas rayas amarillas o verdes. Hay una mancha ovalada o triangular situada detrás del ojo.
Al igual que las otras tortugas mapa, esta especie presenta un marcado dimorfismo sexual. Los machos miden 10-16 cm de longitud del caparazón y pesan entre 150-400 g, mientras que las hembras miden 18-27 cm de longitud del caparazón y pesan alrededor de 0,5-2,5 kg. Las hembras tienen una cabeza mucho más amplia que los machos y esto se asocia con diferencias en la alimentación. Los machos tienen un caparazón más estrecho con la quilla más clara, la cabeza más estrecha, y una larga y gruesa cola. A diferencia de las hembras, la abertura de la cloaca está más allá del borde posterior del caparazón. Las tortugas jóvenes tienen una quilla dorsal pronunciada. Las crías tienen un caparazón redondo de color café grisáceo que mide 2,5 cm de largo. Su color es café oscuro para camuflarse en los pantanos de manglares

## Distribución
Las tortugas mapa del norte habitan en una zona del sur de Quebec y Ontario, norte de Vermont, donde vive en la cuenca del río San Lorenzo. Su área de distribución se extiende al oeste a través de los Grandes Lagos al sur de Wisconsin y al este de Minnesota, al oeste de los Apalaches, al sur de Kansas y al noroeste de Georgia. También se encuentra en el río Susquehanna, sistema que se encuentra en Pensilvania y Maryland, y también en el río Delaware.

## Hábitat
La tortuga mapa del norte habita en estanques, ríos y lagos. Prefieren grandes cuerpos de agua y zonas con árboles caídos para tomar el sol. Estas tortugas son más frecuentes en los ríos que en los lagos o estanques. Se encuentran en grandes ríos y lagos en la parte norte de su distribución, pero son más propensos a vivir en pequeños ríos y en arroyos rocosos en el sur y en el oeste. 

## Ecología y comportamiento

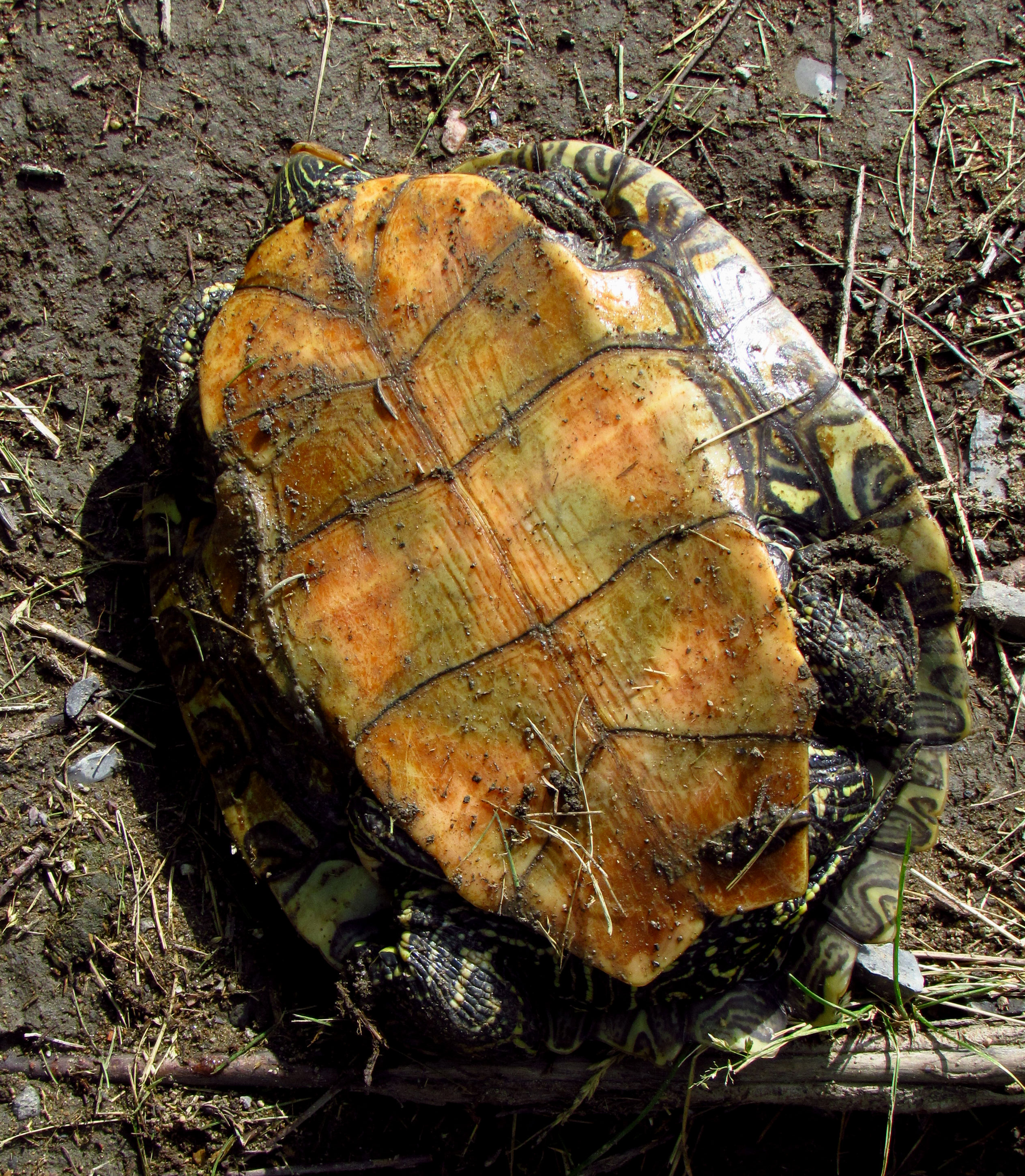
Plastrón de la tortuga mapa del norte.

Esta tortuga está inactiva desde aproximadamente noviembre hasta principios de abril dependiendo de factores climáticos locales. Las tortugas mapa del norte pasan el invierno bajo el agua y no salen a la superficie para respirar, especialmente cuando la capa de hielo hace que esto sea imposible, debajo de las piedras o troncos y a menudo hibernan en comunidad con otras tortugas mapa del norte, donde se puedan quedar algo activas. Debe estar bien oxigenada porque, a diferencia de algunas otras especies de tortugas como la tortuga pintada, las tortugas mapa necesitan absorber el oxígeno del agua para sobrevivir en el invierno. Son diurnas y toman el sol en grupos. También es un animal muy cauteloso, ante el menor indicio de peligro se lanzan al agua y se esconden.

## Reproducción
Las tortugas mapa del norte se aparean en la primavera y el otoño. La mayoría de apareamientos tiene lugar en aguas profundas. El período de anidación se extiende de mayo a julio, en lugares no sombreados con suelo arenoso. La hembra suele elegir lugares bien drenados para depositar los huevos. La cavidad del nido es excavado con las patas traseras, su tamaño es de 6 a 20 cm. Los huevos son ovalados y tienen una cubierta flexible que es alrededor de 3,2 cm. Después de que los huevos son depositados en la cavidad se llena. Nacen después de entre 50 y 70 días de incubación y la mayoría surgen en agosto y septiembre. Cuando un nido es hecho tarde, las crías pasan el invierno en el nido. La hembra pone generalmente dos o más nidadas en una temporada de reproducción. El sexo de las tortugas se determina por la temperatura. A los 25 °C de incubación produce mayoría de machos, mientras que a los 30 °C produce más hembras.

## Alimentación

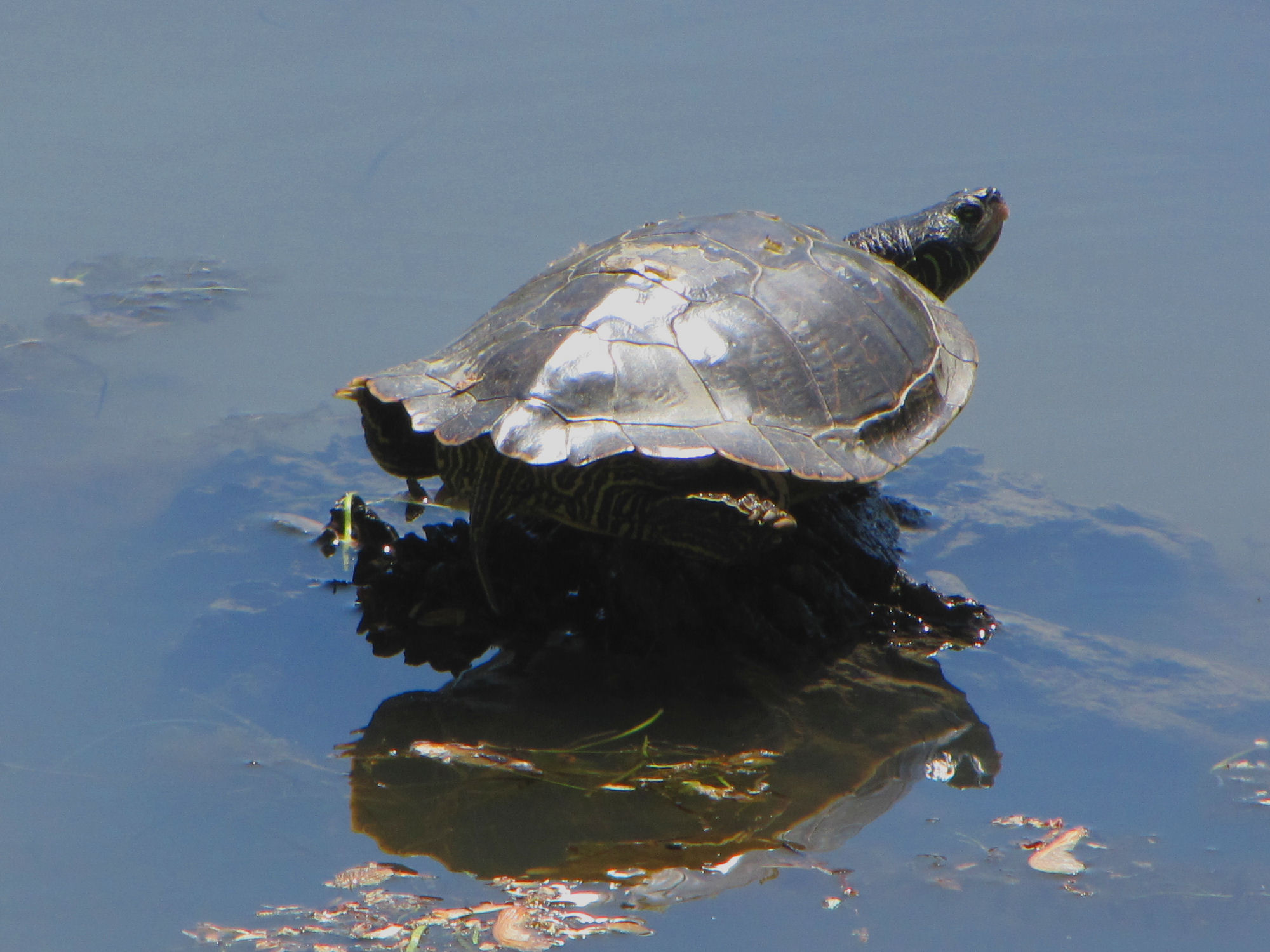
Tortuga mapa del norte disfrutando de un día soleado.

Las tortugas mapa son más carnívoras que la mayoría de los otros miembros de la familia Emydidae, y la tortuga mapa del norte no es una excepción. Las hembras adultas tienen cabezas anchas y amplias superficies alveolares de trituración en la boca que usan para alimentarse de moluscos, su principal presa, así como insectos y cangrejos de río. Los machos adultos son mucho más pequeños y tienen estrechas cabezas y se alimentan de pequeños moluscos e insectos. Como en la mayoría de las tortugas acuáticas la alimentación se realiza siempre en el agua. En los lugares donde las especies invasoras de moluscos tales como mejillones cebra y almejas asiáticas (Corbicula fluminea) son abundantes pueden llegar a ser la comida más importante de las hembras.